# 国际接吻日
国际接吻日，也称世界接吻日，是一项于每年7月6日庆祝的非官方节日，始于英国，并于21世纪早期推广向全球。
该项节日旨在提醒人们享受接吻本身的乐趣，而非将接吻作为社交或性行为的前奏。
此外，2月13日作为情人周内的一天，亦被定义为国际接吻日。